# Rudolf von Sebottendorff
Rudolf von Sebottendorff, pseudônimo de Adam Alfred Rudolf Glauer (Hoyerswerda, Silésia, Império Alemão, 9 de Novembro de 1875, -  Turquia, 8 de Maio de 1945), era maçom, praticante de meditação, astrologia, numerologia e do sufismo. Foi o fundador da Sociedade Thule. 
Ele apareceu na Alemanha afirmando haver descoberto "a chave para a realização espiritual", que era "um conjunto de exercícios numerológicos de meditação que continham pouca semelhança com o Sufismo ou a Maçonaria".
Em 17 de agosto de 1918, após receber a autorização de Hermann Pohl, um dos fundadores da Germanenorden, funda a Studiengruppe für germanisches Altertum (Grupo de estudo para antiguidade germânica) que depois deu origem à referida sociedade Thule. No começo a recém fundada sociedade se auto-denominou . Mas logo o grupo começou a se envolver com política e disseminar propaganda antirrepublicana e antissemítica e deu origem ao Nazismo.
Isso é contado pelo próprio no seu livro Bevor Hitler kam: Urkundliches aus der Frühzeit der Nationalsozialistischen Bewegung ("Antes de Hitler chegar: documentário dos primeiros dias do movimento nacional-socialista").